# Friedrich Brehmer
Friedrich „Fritz“ Brehmer (* 10. August 1873 in Philadelphia; † 7. November 1952 in Hamburg) war ein deutscher Fregattenkapitän der Kaiserlichen Marine, südafrikanischer Generalkonsul in Deutschland, Theaterdirektor und Schriftsteller.

## Leben

### Herkunft
Fritz Brehmer war ein Sohn des Fabrikanten Hugo Brehmer (1844–1891) und seiner Frau Friedericke Elisabeth Magdalena, geb. Spilhaus (1843–1923). Sein Großvater war der Lübecker Bürgermeister Wilhelm Brehmer.

### Werdegang
Fritz Brehmer wuchs in Philadelphia auf, wo sein Vater mit dessen Bruder August ein Unternehmen für Faltschachtel aufgebaut hatte. Die Familie siedelte im Frühjahr 1879 nach Leipzig um und er besuchte hier das Thomasgymnasium.

#### Kaiserliche Marine
Anfang April 1892 trat Brehmer in die Kaiserliche Marine ein und wurde am 10. April 1893 Seekadett. Im gleichen Jahr war er auf dem Schulschiff Stein. Er war ab November 1905 für ein Jahr Kommandant des Kanonenbootes Tsingtau, welches im Ostasiengeschwader eingesetzt war. Später war er bis August 1914 Leiter des Hauptbüros der Staatswerft in Kiel. Anschließend war er bis Mai 1918 Kommandeur der II. Marine-Flieger-Abteilung bzw. der II. Seefliegerabteilung. Zugleich war er noch Führer der Seeflieger der Hochseestreitkräfte. Am 24. Mai 1917 wurde er mit dem Charakter als Fregattenkapitän ausgezeichnet.

#### Theater
Ab 1912 war er mit Gerhart Hauptmann befreundet. Mit Kriegsende 1918 war er für drei Jahre Vorstand der Bühnen von Max Reinhardt in Berlin geworden und wurde 1920 Direktor des neu eröffneten Großen Schauspielhaus.
Im Frühjahr 1921 gründete Brehmer in Dresden die Jahresschau deutscher Arbeit und war für zwei Jahre Präsident. 1925 promovierte er in Hamburg mit dem Thema Melodieauffassung und melodische Begabung des Kindes.

#### Konsultätigkeit
Ab 1923 war er beamteter Vertreter der Regierung von Südafrika und ab 1930 in Hamburg Konsul, später Generalkonsul, der Südafrikanischen Union in Deutschland. Bis mindestens 1936 war er in dieser Position.

#### Schriftsteller
Zeitlebens war er auch als Übersetzer und Romanautor aktiv.

#### Weitere Aktivitäten
Er war u. a. Mitglied des Übersee-Clubs, des Kaiserlichen Yacht-Clubs und des Verbands deutscher Bühnenschriftsteller. Von 1931 bis 1936 war er Mitglied des Rotary Klub Hamburg, wo er auch Präsident war. Erst nach dem Krieg war er ab 1950 bis zu seinem Tod erneut Mitglied im Rotary Club Hamburg.
Ab 1897 war er mit Helene Meyer verheiratet.

## Werke (Auswahl)
- Helga Holgersen. Schauspiel in drei Aufzügen. Staackmann, Leipzig, 1912
- Tobias Käferbeins seemännische Laufbahn. Spamer, Leipzig, 1914.
- Nebel der Andromeda. Staackmann, Leipzig, 1920.
- Weg ins Unbetretene. Staackmann, Leipzig, 1921.
- Odyssee in Oldstadt. Staackmann, Leipzig, 1925; Mölich, Hamburg, 1948.
- Zwischen Gestern und Heute. Hundt, 1954.